# Double Spring
Double Spring – jednostka osadnicza w Stanach Zjednoczonych, w stanie Nevada, w hrabstwie Douglas.